# Montjuïc (Girona)
Montjuïc és una entitat de població, barri i districte de la ciutat de Girona. Està situada al mont del mateix nom, entre els rius Onyar i Galligants, al costat del barri vell de la ciutat. El mont té al seu punt més alt una alçada de 219 m.
Antigament, aquesta muntanya (anomenada Barufa) es trobava deshabitada i solament hi havia el bastió defensiu de Montjuïc i el cementiri jueu de la ciutat. El bastió defensiu fou construït en època moderna (segles xvii i xviii) per assegurar la seguretat dels accessos al Pla de Girona des del nord.
Aquest bastió és conegut amb el nom de castell de Montjuïc, i va ser construït per ordre de Felip IV el 1653, conjuntament amb quatre torres de defensa: Sant Joan, Sant Daniel, Sant Narcís i Sant Lluís.
La planta general del castell era quadrada, amb un recinte construït per quatre baluards, enllaçats amb murs de 150 metres de longitud mitjana.
Va ser de gran utilitat a l'anomenada Guerra del Francès, fins que finalment va ser abandonat l'onze de juny de 1811, essent inutilitzat el 1814, al final de la guerra, per ordre del mariscal Louis-Gabriel Suchet, després d'haver construït el 1812 la torre Suchet. El 1843, un bombardeig del general Prim la va destruir.
El cementiri jueu d'època medieval de la ciutat, que donà el nom al mont (Montjuïc significa mont jueu) es conservà intacte fins a la seva destrucció física als anys 60 del segle xx. Com que els jueus no podien ésser enterrats als cementiris cristians, les autoritats de la Girona medieval habilitaren un indret especial allunyat de la ciutat però proper a les seves muralles per als enterraments jueus.
Als anys 30 del segle xx l'Ajuntament de Girona planificà la primera urbanització de la muntanya, amb una escola i una ciutat-jardí per a la classe obrera. Sota els ajuntaments franquistes el projecte fou abandonat i, per bé que la muntanya fou declarada zona verda el 1955, el consistori gironí no pogué obtenir la cessió dels terrenys del castell –que eren una propietat militar–, ni evitar que el 1966 Ferran de Vilallonga comprés els terrenys del castell i preparés la seva urbanització definitiva. Entre 1967 i 1971 es començà a construir una urbanització de xalets per a la classe mitjana-alta que, a la fi, han acabat cobrint tot el mont. Per fer-la s'expulsaren les gairebé 3000 persones immigrants que s'havien instal·lat al mont en barraques quan arribaren de la resta de paratges de la península Ibèrica a la fi dels anys 50 del segle xx. El 1986 aquesta entitat de població tenia 1381 habitants.